# Уилсон, Эндрю Иан
Эндрю Иан Уилсон (англ. Andrew Ian Wilson; род. 29.02.1968, Хартфорд, Англия) — британский классический археолог. Доктор философии, профессор Оксфорда (с 2004 г.).

## Биография
Учился классике в оксфордском Корпус-Кристи-колледже в 1987—1991 гг. Имеет степени MA и DPhil.
В 1991—1993 гг. — компьютерный консультант в фирме «Eurotherm». Затем вновь в Оксфорде в 1993—1997 гг. на докторате (науч. рук-ль Джон Ллойд).
В 1999—2000 гг. занимался в Британской школе в Риме.
С 2000 г. — оксфордский университетский лектор римской археологии, член Вольфсон-колледжа.
С 2004 года — профессор археологии Римской империи Института археологии Оксфордского университета и член его Колледжа Всех Душ.
С 2013 года — также глава Школы археологии Оксфорда.
В 2009—2011 гг. — директор Ин-та археологии Оксфорда.
Соруководитель Оксфордского проекта по древнеримской экономике.
Участник археологических раскопок.
Иностранный членкор Национального общества антикваров Франции.
Автор почти ста статей. Публиковался в частности в PNAS.